# Manticora (Band)
Manticora (benannt nach dem persisch-griechischen Fabelwesen Mantikor) ist eine dänische Progressive-Power-Metal-Band aus Hvidovre, die 1996 von Lars und Kristian Larsen gegründet wurde.

## Geschichte
Die Band wurde im Jahr 1997 von dem Sänger Lars Larsen, dem Gitarristen Kristian Larsen und dem Schlagzeuger Mads Volf gegründet. Kurze Zeit später kam der Bassist Rene Nielsen zur Besetzung. Kurz darauf nahmen sie die EP Dead End Solution auf. Im Jahr 1998 unterschrieb die Band einen Vertrag bei Intromental Management und kurz darauf auch bei Black Lotus Records. Im selben Jahr kamen als weiterer Gitarrist Flemming Schultz und als Keyboarder Jeppe Eg Jensen zur Besetzung. Das Debütalbum Roots of Eternity erschien im Sommer 1999.
Im Jahr 2000 unterschrieb die Band einen Vertrag bei Scarlet Records und veröffentlichte ein halbes Jahr später das Album Darkness With Tales to Tell. Im Jahr 2001 verließ der Bassist Nielsen die Band und wurde durch Kasper Gram ersetzt. Außerdem verließ der Gitarrist Schultz die Band, sodass Martin Arendal seinen Posten übernahm.
Im Jahr 2002 spielten Manticora auf dem Sweden Rock Festival. Im Herbst wurde das Album Hyperion veröffentlicht. Im Frühling 2003 folgte eine Tour zusammen mit Platitude durch Europa. Anfang 2004 begannen die Arbeiten zum nächsten Album namens 8 Deadly Sins. Das Album wurde im März un April in den Jailhouse Studios unter der Leitung des Produzenten Tommy Hansen aufgenommen. Im Februar 2005 folgte zusammen mit Angra und Edenbridge eine weitere Tour durch Europa. Als Gitarrist kamen danach Stefan Johansson und als Keyboarder Andreas Lindahl zur Band. Danach folgte ihr erster Auftritt in den USA auf dem ProgPower USA im September 2005 in Atlanta.
Danach kehrte der Gitarrist Martin Arendal wieder zurück und ersetzte Johansson. Danach begaben sich Manticora wieder ins Studio, um das Album The Black Circus Part 1 – Letters aufzunehmen, das erneut von Tommy Hansen produziert wurde. Danach folgte eine kleine Tour durch Europa zusammen mit Andromeda. Nach dieser begab sich die Band erneut in die Jailhouse Studios, um The Black Circus Part 2 – Disclosure aufzunehmen. Nach der Veröffentlichung folgte eine Tour durch Europa und den USA zusammen mit Jon Oliva’s Pain. Danach folgte im Mai 2009 eine weitere durch Europa zusammen mit Circle II Circle. Die tour umfasste 21 Auftritte in 16 Ländern.
Im Jahr 2010 wurde das Album Safe veröffentlicht. Der Veröffentlichung folgte im Oktober eine Tour durch Europa, auf der die Band in neun verschiedenen Ländern spielte.
Nach Safe lag die Band acht Jahre auf Eis und die Brüder Larsen mussten zur Reaktivierung neue Mitmusiker rekrutieren, bevor der Zyklus (To Kill) to Live to Kill to Live veröffentlicht werden konnte.

## Stil
Die Band spielt progressiven Power Metal und wird dabei mit Blind Guardian verglichen, wobei den Dänen vor allem aber ab 2018 mehr Härte zugesprochen wird. Im Review von Stormbringer.at heißt es hierzu: „An der Grenze zum Thrash-Metal wird nicht nur gekratzt, sie wird praktisch gesprengt. Dabei bewegen sich die Mannen ziemlich weit vom melodisch progressiven Power Metal der Anfangstage weg.“. Auch Vergleiche mit Depressive Age wurden gezogen.

## Lyric Konzept
Es zeichnet Manticora aus, dass sie grundsätzlich geschlossene Textkonzepte auf ihren Alben verfolgen und die Dramatik der Songs um diese Geschichten herum gestalten. Die Geschichten verbinden die Songtitel auch oft in der Namensgebung, die wie Kapitel eines Buchs gestaltet sind. So gibt es auf dem Debütalbum Saga Of Exiles Part 1 & 2, die sich auf Darkness With Tales To Tell mit Part 3 & 4 fortsetzen. Hyperion und 8 Deadly Sins beherbergen jeweils abgeschlossene Geschichten über das gesamte Album und mit The Black Circus Part 1 & 2 wurde erstmals eine zusammenhängende Geschichte über zwei komplette Longplayer ausgedehnt.
Die Story To Live to Kill to Live wurde von Sänger Lars F. Larsen als Buch geschrieben und veröffentlicht und mit der Band ebenfalls über zwei CDs veröffentlicht. Der erste Teil der Geschichte, To Kill to Live to Kill, erschien 2018, der zweite Teil, To Live to Kill to Live, zwei Jahre später.

## Diskographie
- 1997: Dead End Solution (EP)
- 1999: Roots of Eternity
- 2001: Darkness With Tales to Tell
- 2002: Hyperion
- 2004: 8 Deadly Sins
- 2006: The Black Circus Part 1 – Letters
- 2007: The Black Circus Part 2 – Disclosure
- 2010: Safe
- 2018: To Kill to Live to Kill
- 2020: To Live to Kill to Live
- 2024: Mycelium